# Piper PA-31 Navajo
Piper PA-31 Navajo — сімейство двомоторних літаків кабінного класу, розроблених і побудованих Piper Aircraft для ринку авіації загального призначення. Більшість літаків використовує двигуни Lycoming.

## Історія
Проектування літака розпочалося у 1960-х роках компанією Piper Aircraft. Перший політ літак здійснив 30 вересня 1964 року. Серійне виробництво почалося 1967 року. PA-31 випускався за ліцензією у кількох країнах Латинської Америки (Аргентині, Бразилії, Колумбії) з комплектів деталей, що постачаються Piper.
Через значне зниження попиту в секторі авіації загального призначення у 1980-х роках виробництво PA-31 було припинено у 1984 році. Усього було побудовано 2044 екземплярів РА-31 Navajo.
Цей літак призначався для перевезення пасажирів чи дрібних вантажів. Він експлуатується в регіональних авіакомпаніях США та Канади, приватними особами та Збройними силами деяких країн (зокрема, станом на 2018 рік, у Мавританії).

## Аварії та катастрофи
За даними Aviation Safety Network, в аваріях та катастрофах було втрачено 833 літаки Piper PA-31 Navajo різних модифікацій.

## Льотно-технічні характеристики

Piper PA-31-350

- Екіпаж: 1 або 2 особи
- Місткість: від 5 до 9 пасажирів
- Довжина: 9,94 м
- Розмах крила: 12,40 м
- Висота: 3,96 м
- Максимальна злітна вага: 2948 кг
- Максимальна швидкість: 420 км/год
- Крейсерська швидкість: 383 км/год
- Швидкість звалювання: 117 км/год
- Дальність польоту: 1875 км
- Стеля: 8000 м